# Heiko Westermann
Heiko Westermann (Alzenau, 14. kolovoza 1983.) bivši je njemački nogometaš.

## Vanjske poveznice
- Profil na Transfermarktu
- Profil na Soccerwayu